# Cimiroti
Cimiroti är ett samhälle i Bosnien och Hercegovina.   Det ligger i entiteten Republika Srpska, i den nordvästra delen av landet, 160 km nordväst om huvudstaden Sarajevo. Cimiroti ligger 138 meter över havet och antalet invånare är 208.
Terrängen runt Cimiroti är platt åt nordost, men åt sydväst är den kuperad.Närmaste större samhälle är Bosanska Gradiška, 10,8 km nordost om Cimiroti. 
Trakten runt Cimiroti består till största delen av jordbruksmark. Runt Cimiroti är det ganska tätbefolkat, med 67 invånare per kvadratkilometer.